# فیلیس فریلیک
فیلیس فریلیک (انگلیسی: Phyllis Frelich؛ ‏ ۲۹ فوریهٔ ۱۹۴۴ – ۱۰ آوریل ۲۰۱۴) بازیگر ناشنوای اهل ایالات متحده آمریکا بود.  وی بین سال‌های ۱۹۷۰ تا ۲۰۱۱ میلادی فعالیت می‌کرد.
از فیلم‌ها یا مجموعه‌های تلویزیونی که وی در آن‌ها نقش داشته‌است، می‌توان به بخش فوریت‌های پزشکی و سی‌اس‌آی اشاره نمود.